# カペルシャー

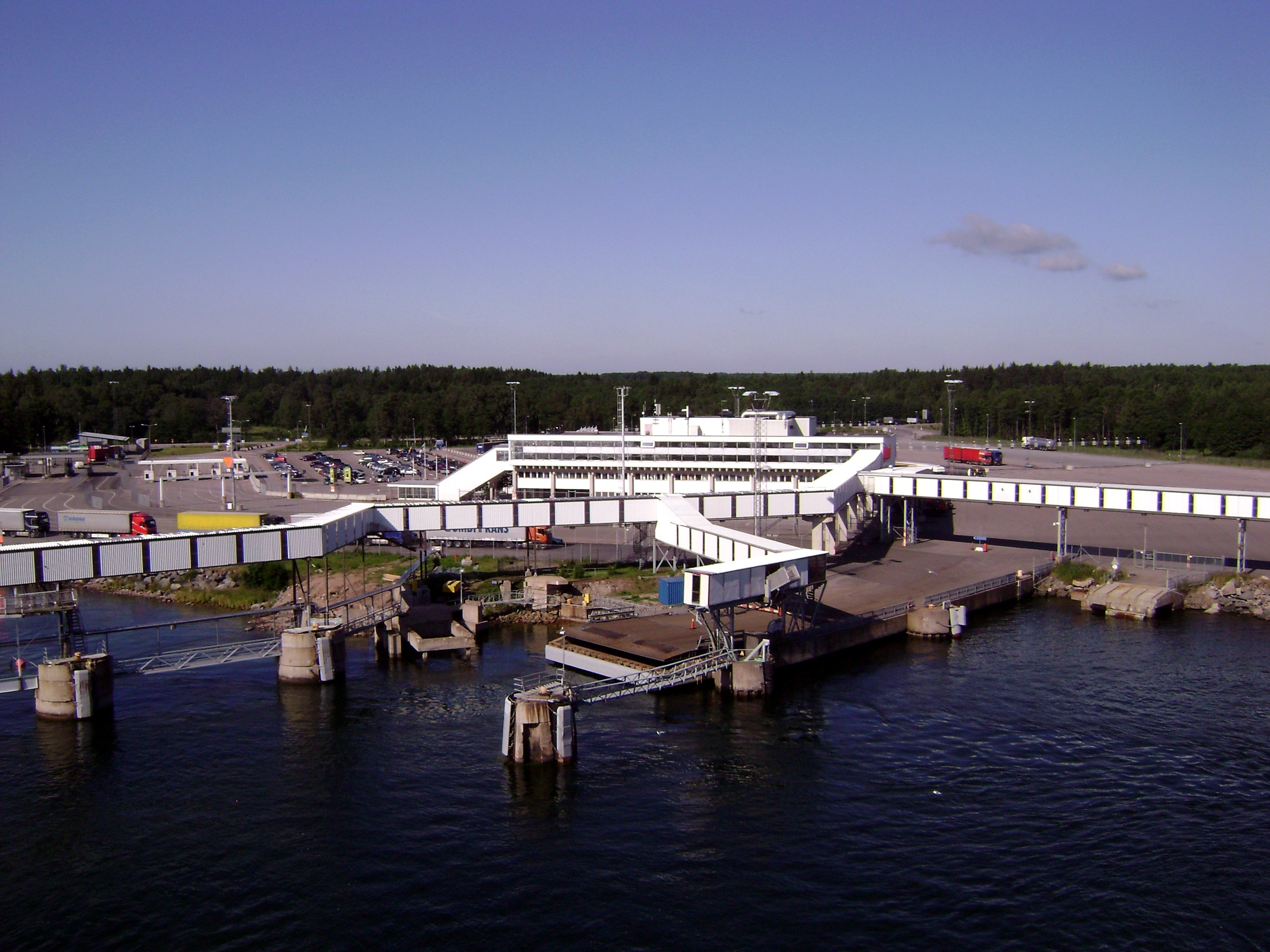
カペルシャー港.

カペルシャー(Kapellskär [ˈkâpːɛlˌɧæːr])はスウェーデンの首都であるストックホルムの北80kmにあるバルト海の港町。ストックホルム県。
フィンランドのオーランド諸島のマリエハムン、ナーンタリ、トゥルク、エストニアのパルディスキへ、タリンクなどのフェリーが出ている。特に夏季は非常に賑わう。